# Hazrat Sulton
Der Hazrat Sulton, auch Khazret Sultan, ist mit einer Höhe von 4643 m der zweithöchste Berg in Usbekistan und im Hissargebirge. Er liegt an der Grenze zwischen Usbekistan und Tadschikistan in der Viloyat Surxondaryo. Der Berg hieß zu Sowjet-Zeiten Berg des 22. Kongresses der Kommunistischen Partei. Bis 2023 bekannt wurde, dass der 4668 m hohe Alpomish der höchste Berg Usbekistans ist, galt er als der höchste Berg des Landes.